# チェネリベーストンネル

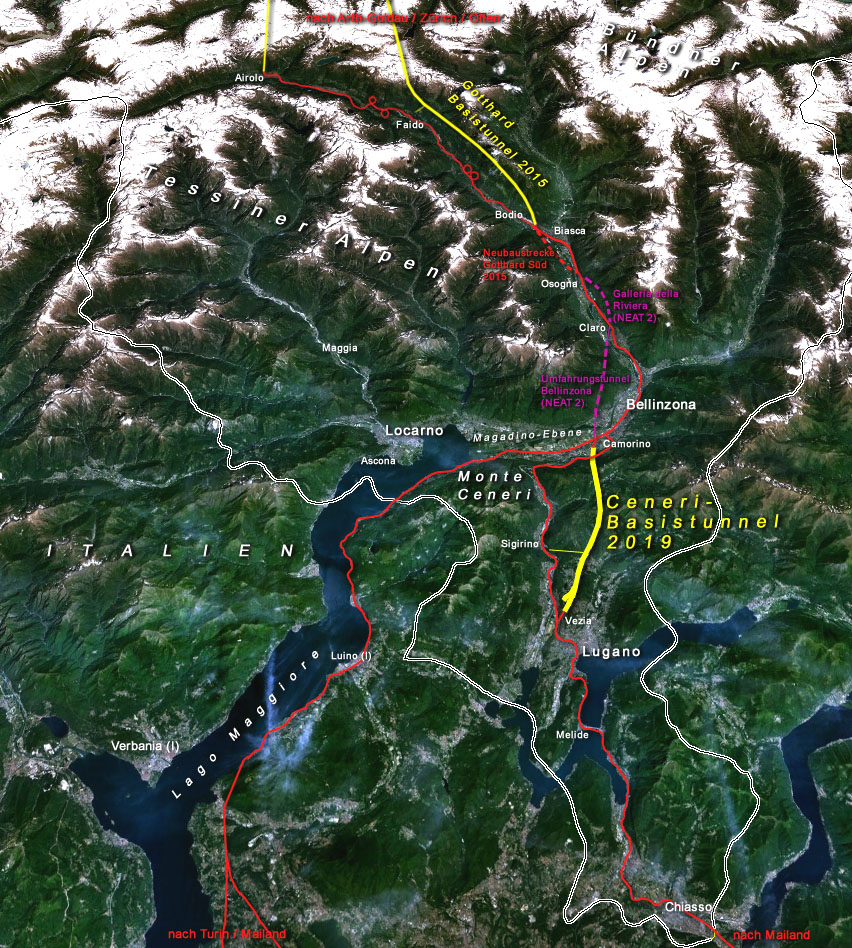
チェネリベーストンネル（下）とゴッタルドベーストンネル（上）（黄:本項目で説明のトンネル、赤:既存の鉄道路線）

チェネリベーストンネル（伊: Galleria di base del Monte Ceneri、独: Ceneri-Basistunnel）はスイスティチーノ州にあり、モンテ・チェネリ（Monte Ceneri）の下を貫き、マガディノ平原のカモリノとルガーノ近郊のヴェツィアを結ぶ鉄道トンネルである。Ceneriはイタリア語ではチェネリ、またはチェーネリと読み、ドイツ語ではツェネリと読む。ここでは、トンネルがスイスのイタリア語圏にあることからチェネリベーストンネルの項目名を採用する。

## 構造
トンネルは単線のトンネル2本で構成され、東側のトンネルが全長15,452メートル、西側のトンネルが全長15,289メートルある。2本のトンネルは40メートル離れており、325メートルおきに連絡通路で結ばれている。トンネルの信号設備は、ETCSレベル2が導入されている。1日に170本の貨物列車と180本の旅客列車を走らせる能力を持つ。

## 歴史
このトンネルは、スイスを縦貫する標高が低い鉄道路線を形成することで、道路から鉄道へ輸送を転移させる（モーダルシフト）ことを狙ったアルプトランジット計画の一環として建設された。1992年12月16日にスイスの議会で承認され、さらに1998年11月29日の住民投票で支持されて着工した。2007年に開通したレッチュベルクベーストンネルおよび2016年に開通したゴッタルドベーストンネルと組み合わされた計画である。
本坑トンネルの高さでの岩石組成に関する地質情報を得るために、シギリノの探査坑は1999年から2003年までの間に既に掘削されていた。探査坑により得られた情報により、トンネルボーリングマシンでの掘削は一部に留め、大半の区間では古典的な発破による工法が選択された。初期の工事は2006年3月に開始された。公式の着工式典は2006年6月2日に行われている。
当初は2019年12月の開通を予定していたが、2015年に起きたトンネルに導入されるシステムの入札をめぐる争議により遅延が発生した。2020年9月4日に開通式が挙行され、同日11時30分、最初の貨物列車がトンネルを通過した。ただし実際に鉄道のダイヤが改正されて列車の運行が開始されるのは12月からとなっている。

## 効果
チェネリベーストンネルは、現在の高速鉄道にも重量貨物列車にも不適切なモンテ・チェネリの勾配路線に代わって、ゴッタルドベーストンネルへの南側の重要な取り付け路線となる。もう1つの接続路線は、マッジョーレ湖沿いにルイーノへ通じており、イタリアによりゴッタルドベーストンネルの開業までに改良されている。双方のルートはマガディノ平原のカモリノ接続点で合流する。
トンネルの開通と、スイス国内の他の路線の複線化の効果で、チューリッヒからルガーノまでの所要時間は20分短縮され、チューリッヒ - ミラノ間は3時間17分となる。さらにイタリア国内の他の改良工事が完成すれば、3時間程度となる見込みである。また、ベッリンツォーナとルガーノの間は27分から19分に、ルガーノとロカルノの間は50分から29分に、それぞれ短縮される。
貨物輸送の観点では、この平坦な路線により貨物列車の全長を500メートルから740メートルへ伸ばすことができる。また、ピギーバック輸送のために高さ4メートルの貨車の通れるルートの整備がヨーロッパで進められているが、チェネリベーストンネルと前後の路線はこれに対応した整備が完了している。しかしイタリア側は、古いままのルートを低速走行しなければならないという制約があり、線路容量を増大させる支障となっている。またこれを解決する投資は無期限延期となっている。さらにドイツ側では拡大工事が遅れており、チェネリベーストンネル開通時点では全長740メートルの貨物列車を運行するめどはたっていない。